# 卓球ブンデスリーガ
卓球ブンデスリーガ（独: Tischtennis-Bundesliga、略称：TTBL）は、ドイツにおける卓球の全国リーグである。男女別のリーグとなっており、2022年現在は男子12チーム、女子9チームが所属している。サッカー・ブンデスリーガの卓球版にあたる。

## 概要
ドイツ国内においては1932年から卓球チームの全国大会が毎年開催されていたが、現在の卓球ブンデスリーガの初シーズンが開幕したのは1966年である。
男子はリーグ戦の上位4チームによってプレーオフを行い優勝を決定し、下位2チームはシーズン終了後に2部リーグ（独: 2. Bundesliga）へ降格となる。女子リーグでは上位2チームでプレーオフを行い、それ以外のチームはリーグ戦の結果で順位が決まる。
男女とも、2部の優勝チームが1部へ昇格するが、昇格するにはクラブの資金面で厳しい条件があるため、2部で優勝しながら条件を満たせないために昇格を辞退するチームもある。
ドイツはヨーロッパの中でも金銭面の条件がよいため、各国から選手が集まってくる。そのためにリーグのレベルは高い。一方、ブンデスリーガのほかにもドイツカップ（ドイツのクラブによるカップ戦）など試合が多く、国の代表選手の場合にはITTFワールドツアーなどにも参加しなければいけないため、スケジュールは過密になりがちである。そのため、過密な日程を嫌って他のリーグに移籍する選手もいる。

### 試合方式
1部の試合は2008/2009年シーズンより、シングルス4試合（3人が出場する）とダブルス1試合の合計5試合で行い、どちらかが3勝した時点で終了する方式となった。2部の試合は、ダブルス3試合、シングルス12試合（6人が出場し2回戦う）の合計15試合で行われ、どちらかが9勝した時点で終了となる。8対7になった場合には、最後にダブルスを1試合行い、9対7になった場合は9勝目をあげたチームの勝利、8対8になった場合は引き分けとなる。勝ったチームは勝ち点2、引き分けの場合は勝ち点1と失点1、敗れたチームは失点2を獲得する。勝ち点と失点の差が大きいチームの順位が上となる。
各チームの登録選手には、世界ランキングや昨シーズンの成績などを基にして、実力の高い順に一番手、二番手というように順番がつけられている。できるだけ実力が近い選手同士が対戦するように工夫されており、例えば、一番手の選手の場合は、必ず対戦チームの一番手と二番手の選手と戦うことが決まっている。前半戦が終了した時点で、上位登録選手の成績が悪く下位登録選手の成績が良い場合には、後半戦で登録順位が入れ替わる場合もある。
- 1部の試合方式

1. ホームの一番手 vs アウェイの二番手
2. ホームの二番手 vs アウェイの一番手
3. ホームの三番手 vs アウェイの三番手
4. ホームの一番手 vs アウェイの一番手
5. ダブルス vs ダブルス

### 2019-20シーズン
2019-20シーズンのブンデスリーガは2019年8月17日に開幕したが、ドイツ国内での新型コロナウイルスの影響により3月8日に開催された第21節をもって中断された。
男子1部リーグについては6月10日から無観客によるプレーオフが開催され、1.FCザールブリュッケンTTが初優勝を果たした。プレーオフでは、感染対策のため5番のダブルスをシングルスへ変更、ゲーム間のチェンジコートなしなどの措置がとられた。女子1部リーグについてはプレーオフを中止し、ベルリンイーストサイドの優勝が決定した。

## 所属チーム

### 2021-22シーズン男子1部
原則として、上位4チームがプレーオフ進出、下位2チームが2部へ降格となる。
| 最終 順位 | クラブ                                                              | 本拠地                                   | 備考                                                              |
| --------- | ------------------------------------------------------------------- | ---------------------------------------- | ----------------------------------------------------------------- |
| 1位       | ボルシア・デュッセルドルフ                                          | デュッセルドルフ                         | 2020-21シーズン優勝                                               |
| 2位       | 1. FCザールブリュッケンTT                                           | ザールブリュッケン                       | 1.FCザールブリュッケンの卓球部門。2022年、神巧也が加入。          |
| 3位       | ミュールハウゼン（ドイツ語: Post SV Mühlhausen 1951）               | ミュールハウゼン                         |                                                                   |
| 4位       | フルダ・マーバーツェル（ドイツ語: TTC RhönSprudel Fulda-Maberzell） | フルダ                                   |                                                                   |
| 5位       | オクセンハウゼン（ドイツ語: TTF Liebherr Ochsenhausen）             | オクセンハウゼン                         |                                                                   |
| 6位       | ベルクノイシュタッド（ドイツ語: TTC Schwalbe Bergneustadt）         | ベルクノイシュタッド                     |                                                                   |
| 7位       | TTCノイ・ウルム                                                     | ウルム                                   | ワイルドカードで2019-20シーズンから加入。2022年、張本智和が加入。 |
| 8位       | ケーニヒスホーフェン                                                | バートケーニヒスホーフェン               | 2022年、宇田幸矢が加入。                                          |
| 9位       | ヴェルダー・ブレーメン                                              | ブレーメン                               |                                                                   |
| 10位      | グリューンヴェッターズバッハ（ドイツ語: ASV Grünwettersbach）       | グリューンヴェッターズバッハ             |                                                                   |
| 11位      | グレンツァオ（ドイツ語: TTC Zugbrücke Grenzau）                     | ヘール＝グレンツハウゼン                 | 2021-22シーズンから1部へ昇格。                                    |
| 12位      | バート・ホンブルク（ドイツ語: TTC OE Bad Homburg）                  | バート・ホムブルク・フォア・デア・ヘーエ | 2021-22シーズンから1部へ昇格。田中佑汰が在籍している。            |

### その他の男子チーム
- ゲナン（ドイツ語: TTV Gönnern）
かつてティモ・ボルなどが所属していたが買収された[3]。
- フリッケンハウゼン（ドイツ語版）
かつて丹羽孝希や松平健太などが所属していた。
- ハーゲン
かつて吉村真晴などが所属していた。
- ユーリッヒ（ドイツ語: TTC indeland Jülich）
2019-20シーズンで2部へ降格。
- ボルシア・ドルトムント
サッカー・ブンデスリーガ1部に所属するボルシア・ドルトムントの卓球部門。2020-21シーズンでは2部に所属している。
- マインツ
2021-22シーズンで2部優勝を果たし1部へ昇格した[5]。2022シーズンから村松雄斗が加入する[6]。

### 2021-22シーズン女子1部
上位6チームがプレーオフ進出。
| クラブ                 | ホームタウン           | 備考                |
| ---------------------- | ---------------------- | ------------------- |
| ベルリンイーストサイド | ベルリン               | 2020-21シーズン優勝 |
| コルバーモア           | Kolbermoor             |                     |
| ミュンスター           | ビンゲン・アム・ライン |                     |
| TSV Schwabhausen       | Schwabhausen           |                     |
| TSV Langstadt 1909     | バーベンハウゼン       |                     |
| SV Böblingen           | ベーブリンゲン         |                     |
| ESV Weil               | ヴァイル・アム・ライン |                     |
| TTC 1946 Weinheim      | ヴァインハイム         |                     |

### その他の女子チーム
- FSVクロッパッハ

クロパッハを本拠地とするクラブ。2012/13シーズンまでに6連覇を達成したが、現在は活動していない。

## 歴代優勝クラブ
| 年   | 男子                       | 女子                                              |
| ---- | -------------------------- | ------------------------------------------------- |
| 2024 | ボルシア・デュッセルドルフ | ベルリンイーストサイド                            |
| 2023 | ボルシア・デュッセルドルフ | ベルリンイーストサイド                            |
| 2022 | ボルシア・デュッセルドルフ | ベルリンイーストサイド                            |
| 2021 | ボルシア・デュッセルドルフ | ベルリンイーストサイド                            |
| 2020 | 1. FCザールブリュッケンTT  | ベルリンイーストサイド                            |
| 2019 | オクセンハウゼン           | ベルリンイーストサイド                            |
| 2018 | ボルシア・デュッセルドルフ | SV DJK Kolbermoor                                 |
| 2017 | ボルシア・デュッセルドルフ | ベルリンイーストサイド                            |
| 2016 | ボルシア・デュッセルドルフ | ベルリンイーストサイド                            |
| 2015 | ボルシア・デュッセルドルフ | ベルリンイーストサイド                            |
| 2014 | ボルシア・デュッセルドルフ | ベルリンイーストサイド                            |
| 2013 | ヴェルダー・ブレーメン     | FSV Kroppach                                      |
| 2012 | ボルシア・デュッセルドルフ | FSV Kroppach                                      |
| 2011 | ボルシア・デュッセルドルフ | FSV Kroppach                                      |
| 2010 | ボルシア・デュッセルドルフ | FSV Kroppach                                      |
| 2009 | ボルシア・デュッセルドルフ | FSV Kroppach                                      |
| 2008 | ボルシア・デュッセルドルフ | FSV Kroppach                                      |
| 2007 | TTCフリッケンハウゼン      | TTC Langweid                                      |
| 2006 | TTCフリッケンハウゼン      | Müllermilch Langweid                              |
| 2005 | Müller Würzburger Hofbräu  | TVブセンバッハ                                    |
| 2004 | オクセンハウゼン           | Müllermilch Langweid                              |
| 2003 | ボルシア・デュッセルドルフ | FC Langweid                                       |
| 2002 | TTC Zugbrücke Grenzau      | FSV Kroppach                                      |
| 2001 | TTC Zugbrücke Grenzau      | FC Langweid                                       |
| 2000 | オクセンハウゼン           | FC Langweid                                       |
| 1999 | TTC Zugbrücke Grenzau      | FC Langweid                                       |
| 1998 | ボルシア・デュッセルドルフ | Team Galaxis Lübeck                               |
| 1997 | オクセンハウゼン           | Team Galaxis Lübeck                               |
| 1996 | ボルシア・デュッセルドルフ | FC Langweid                                       |
| 1995 | ボルシア・デュッセルドルフ | TSG Dülmen                                        |
| 1994 | TTC Zugbrücke Grenzau      | Spvg Steinhagen                                   |
| 1993 | ボルシア・デュッセルドルフ | Spvg Steinhagen                                   |
| 1992 | ボルシア・デュッセルドルフ | Spvg Steinhagen                                   |
| 1991 | TTC Zugbrücke Grenzau      | Spvg Steinhagen                                   |
| 1990 | ボルシア・デュッセルドルフ | Spvg Steinhagen                                   |
| 1989 | ATSVザールブリュッケン     | Spvg Steinhagen                                   |
| 1988 | ボルシア・デュッセルドルフ | DSC Kaiserberg                                    |
| 1987 | TTC Zugbrücke Grenzau      | FTGフランクフルト                                 |
| 1986 | ボルシア・デュッセルドルフ | FTGフランクフルト                                 |
| 1985 | ATSVザールブリュッケン     | ATSVザールブリュッケン                            |
| 1984 | ATSVザールブリュッケン     | DSC Kaiserberg                                    |
| 1983 | ATSVザールブリュッケン     | TSV Kronshagen                                    |
| 1982 | ボルシア・デュッセルドルフ | DSC Kaiserberg                                    |
| 1981 | ボルシア・デュッセルドルフ | DSC Kaiserberg                                    |
| 1980 | ボルシア・デュッセルドルフ | TTVg Weiß-Rot-Weiß Kleve                          |
| 1979 | ボルシア・デュッセルドルフ | TSV Kronshagen                                    |
| 1978 | ボルシア・デュッセルドルフ | DSC Kaiserberg                                    |
| 1977 | SSVロイトリンゲン          | DSC Kaiserberg                                    |
| 1976 | TTCアルテナ                | DSC Kaiserberg                                    |
| 1975 | ボルシア・デュッセルドルフ | DSC Kaiserberg                                    |
| 1974 | ボルシア・デュッセルドルフ | Kieler TTK Grün-Weiß                              |
| 1973 | TTCアルテナ                | VfLオスナブリュック                               |
| 1972 | メットマナーTV             | DSC Kaiserberg                                    |
| 1971 | ボルシア・デュッセルドルフ | DSC Kaiserberg                                    |
| 1970 | ボルシア・デュッセルドルフ | DSC Kaiserberg                                    |
| 1969 | ボルシア・デュッセルドルフ | DTC Kaiserberg                                    |
| 1968 | VfLオスナブリュック        | DTC Kaiserberg                                    |
| 1967 | TuSa 08デュセルドルフ      | DTC Kaiserberg                                    |
| 1966 | VfLオスナブリュック        | DTC Kaiserberg                                    |
| 1965 | TuSa 08デュセルドルフ      | DTC Kaiserberg                                    |
| 1964 | TuSa 08デュセルドルフ      | Kieler TTK Grün-Weiß                              |
| 1963 | TuSa 08デュセルドルフ      | DTC Kaiserberg                                    |
| 1962 | TuSa 08デュセルドルフ      | DTC Kaiserberg                                    |
| 1961 | ボルシア・デュッセルドルフ | Kieler TTK Grün-Weiß                              |
| 1960 | TTCメルフェルデン          | TKハノーファー                                    |
| 1959 | TTVメテレン                | アイントラハト・フランクフルト                    |
| 1958 | TSVミルバーツホーフェン    | アイントラハト・フランクフルト                    |
| 1957 | TTCメルフェルデン          | アイントラハト・フランクフルト                    |
| 1956 | TTCメルフェルデン          | アイントラハト・フランクフルト                    |
| 1955 | TTCメルフェルデン          | TTC Rot-Weiß Hamburg                              |
| 1954 | MTVミュンヘン1879          | TTC Rot-Weiß Hamburg                              |
| 1953 | MTVミュンヘン1879          | アイントラハト・フランクフルト                    |
| 1952 | TSV Milbertshofen          | アイントラハト・フランクフルト                    |
| 1951 | MTVミュンヘン1879          | MTVミュンヘン1879                                 |
| 1950 | MTVミュンヘン1879          | TSV Union Wuppertal                               |
| 1949 | MTVミュンヘン1879          | TSV Union Wuppertal                               |
| 1948 | MTVミュンヘン1879          | アイントラハト・フランクフルト                    |
| 1947 | MTVミュンヘン1879          | -                                                 |
| 1939 | ポストSVウィーン           | ポストSVウィーン                                  |
| 1938 | ハンブルガー               | BSGオスラム・ベルリン                             |
| 1937 | ハンブルガー               | BSGオスラム・ベルリン                             |
| 1936 | BSGオスラム・ベルリン      | BSGオスラム・ベルリン                             |
| 1935 | TTC Friedenau-Berlin       | Reemtsma-SG Dresden                               |
| 1934 | TTC Gelb-Weiß Berlin       | TTC Kurpfalz Ludwigshafen                         |
| 1933 | Kieler TTK Grün-Weiß       | 同点優勝 ボルシア・ベルリン - Grün-Weiß Magdeburg |